# Euphémie de Ross
Pour les articles homonymes, voir Euphémie de Ross (homonymie).
Titres
Reine consort d'Écosse
22 février 1371 – 1386
Euphémie de Ross (morte en 1386) est reine consort d'Écosse en qualité de seconde épouse de Robert II d'Ecosse. Elle est membre du Clan Ross.

## Biographie
Euphémie est la fille de Hugues, Comte de Ross et de Margaret Graham. Elle se marie en premières noces avec John Randolph, 3e comte de Moray, mais le mariage est stérile. Son mari est tué en 1346 et elle reste veuve pendant neuf ans.
Le 2 mai 1355, Euphemia épouse Robert Stewart, fils unique de Walter Stewart, 6e grand sénéchal d'Écosse et Marjorie Bruce, fille de Robert Ier d'Écosse et de sa première épouse Isabelle de Mar. Son époux accède au trône en 1371 sous le nom de Robert II et elle est couronnée l'année suivante par Alexander de Kyninmund et devient à cette date reine consort jusqu'à sa mort en 1386.
Il y avait peut-être des liens de consanguinité mal établis car il y a des doutes sur le niveau exact de parenté qui existait entre eux. Une dispense pontificale d'Innocent VI a été nécessaire pour que le mariage soit reconnu par l'Église catholique. Les enfants du premier mariage de Robert II Stuart et Élisabeth Muir ont été eux aussi considérées  comme illégitimes par certains pour les mêmes raisons de consanguinité. Cependant les enfants des deux lits de Robert II Stuart se considéraient néanmoins comme les héritiers légitimes du trône, ce qui constituait un conflit potentiel pour l'avenir de la dynastie.

## Famille
Euphémie et Robert furent les parents de quatre enfants :
- David Stuart (1er comte de Strathearn), 1er comte de Caithness (1357 - vers 1386)
- Walter Stuart, 1er comte d'Atholl (v.1360-1437)
- Elizabeth Stewart, comtesse de Crawford (en), mariée à David Lindsay, 1er comte Crawford (en)
- Egidia Stewart (en), mariée en 1387 à Sir William Douglas Nithsdale (en)

## Source
- (en) Cet article est partiellement ou en totalité issu de l’article de Wikipédia en anglais intitulé « Euphemia de Ross » (voir la liste des auteurs).